# Диспетчер (фильм)
«Диспетчер» (англ. Relay) — американский триллер режиссёра Дэвида Маккензи по сценарию Джастина Пиасеки. Главные роли исполнили Риз Ахмед и Лили Джеймс.
Премьера состоялась на Международном кинофестивале в Торонто 8 сентября 2024 года, а широкий прокат запланирован на 22 августа 2025 года.

## Сюжет
Том (Риз Ахмед), таинственный решала, занимается посредничеством между коррумпированными корпорациями и влиятельными клиентами. Сара Грант (Лили Джеймс) — потенциальная клиентка, нуждающаяся в защите Тома.

## В ролях
- Риз Ахмед — Том / Эш
- Лили Джеймс — Сара Грант
- Сэм Уортингтон — Доусон
- Уилла Фицджералд — Розетти
- Мэтью Мейхер — Хоффман
- Виктор Гарбер — Макви
- Айса Дэвис — Уош
- Джаред Абрахамсон — Райан

## Производство и премьера
Оригинальное название сценария было The Broker, включённого в чёрный список лучших сценариев 2019 года, не запущенных на тот момент в производство. Продюсерами выступили Дэвид Маккензи, Бэзил Иваник, Гиллиан Берри и Тедди Шварцман.
Основные съёмки начались в Нью-Йорке в апреле 2023 года. Были также задействованы локации в Джерси-Сити, штат Нью-Джерси.
В феврале 2023 года Риз Ахмед и Лили Джеймс получили роли в фильме. В апреле 2023 года Сэм Уортингтон был утверждён в качестве члена актёрского состава и был запечатлён на съёмочной площадке в Нью-Йорке.
Мировая премьера состоялась 8 сентября 2024 года на Международном кинофестивале в Торонто. В ноябре 2024 года компания Bleecker Street приобрела права на распространение фильма в США. Премьера запланирована на 22 августа 2025 года. Ранее выход игры был запланирован на второй квартал 2025 года.

## Отзывы и оценки
На сайте Rotten Tomatoes фильм имеет рейтинг 82 % основанный на 28 отзывах.